# Baie de Shippagan
La baie de Shippagan est une baie située dans le comté de Gloucester, au nord-est du Nouveau-Brunswick. Elle communique au nord avec la baie des Chaleurs. Elle communique aussi avec la baie Saint-Simon à l'ouest, la baie de Lamèque à l'est, la baie de Pettie-Lamèque aussi à l'est et le havre de Shippagan au sud. Dans la baie se trouvent l'île de Pokesudie. Sur les berges de la baie se trouvent les municipalités de Pokesudie, Pointe-Brûlée, Chiasson-Savoy, Pointe-Alexandre, Petite-Lamèque et Pointe-Canot.